# California State Route 67
Die California State Route 67 (kurz CA 67) ist eine State Route im US-Bundesstaat Kalifornien, die in Nord-Süd-Richtung verläuft.
Die State Route beginnt an der Interstate 8 in El Cajon und endet in Ramona an der California State Route 78. Zwischen El Cajon und Lakeside ist die Straße als Freeway ausgebaut und trägt den Namen San Vincente Freeway. Im Jahr 2004 gab es Pläne, die State Route auf weiteren Abschnitten nördlich von Lakeside als Freeway auszubauen. Diese Pläne wurden aber wieder aufgegeben. Des Weiteren wurde 1964 geplant, die Straße bis zum östlichen Ende der California State Route 56 zu bauen. Auch diese Überlegungen wurde verworfen.